# Weaver’s Cottage

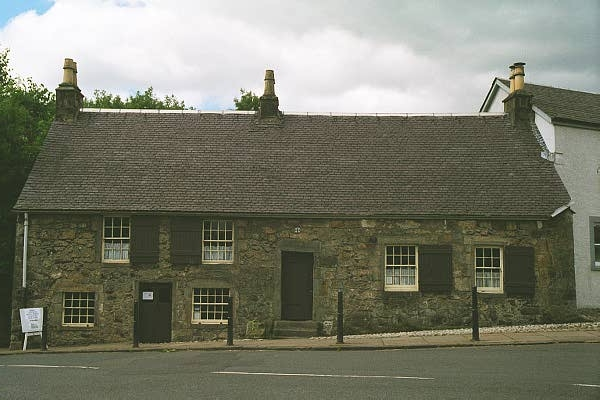
Weaver’s Cottage

Das Weaver’s Cottage ist eine ehemalige Weberei in der schottischen Stadt Kilbarchan in der Council Area Renfrewshire. 1971 wurde das Bauwerk in die schottischen Denkmallisten in der höchsten Kategorie A aufgenommen.

## Geschichte
Über 200 Jahre nahm das Weberhandwerk in Kilbarchan eine herausragende Rolle ein. So waren dort gegen Mitte des 19. Jahrhunderts rund 900 Handwebstühle in Betrieb. Mit der Automatisierung des Handwerks verlor die Handweberei zunehmend an Bedeutung. Um das Jahr 1900 endete die Aktivitäten in diesem Handwerkszweig in Kilbarchan fast vollständig. In Weaver’s Cottage wurde der Weberei noch bis 1940 nachgegangen. Das 1723 für Andrew, John and Jenet Bryden erbaute Gebäude gehört heute zu den Liegenschaften des National Trust for Scotland, der es als Museum unterhält. 2024 betrug die Besucherzahl etwa 3.300 Personen.

## Beschreibung
Das Gebäude liegt an der als „The Cross“ bezeichneten großen Kreuzung im Nordwesten der Stadt. Anhand einer Jahresangabe auf einem Türsturz kann das Baujahr 1723 verifiziert werden. Das Weaver’s Cottage ist auf abschüssigem Grund gebaut, weshalb es trotz konstanter Firsthöhe am Südende zwei- und am Nordende einstöckig ist. Das Mauerwerk besteht aus Bruchstein, das Satteldach ist schiefergedeckt. Auf der Karte der Ordnance Survey von 1857 ist an der Südseite ein Gebäudeteil erkenntlich, der noch vor 1897 abgerissen wurde. Wahrscheinlich um die Zeit des Abrisses wurde ein kleiner Anbau zu einer Waschküche mit Wassererhitzer und Schornstein erweitert.